# Weiße Rajas

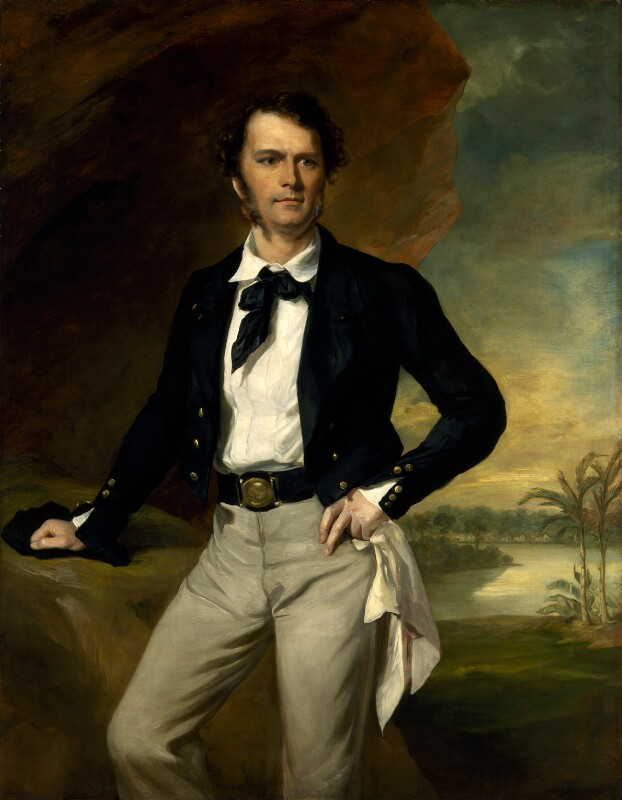
James Brooke

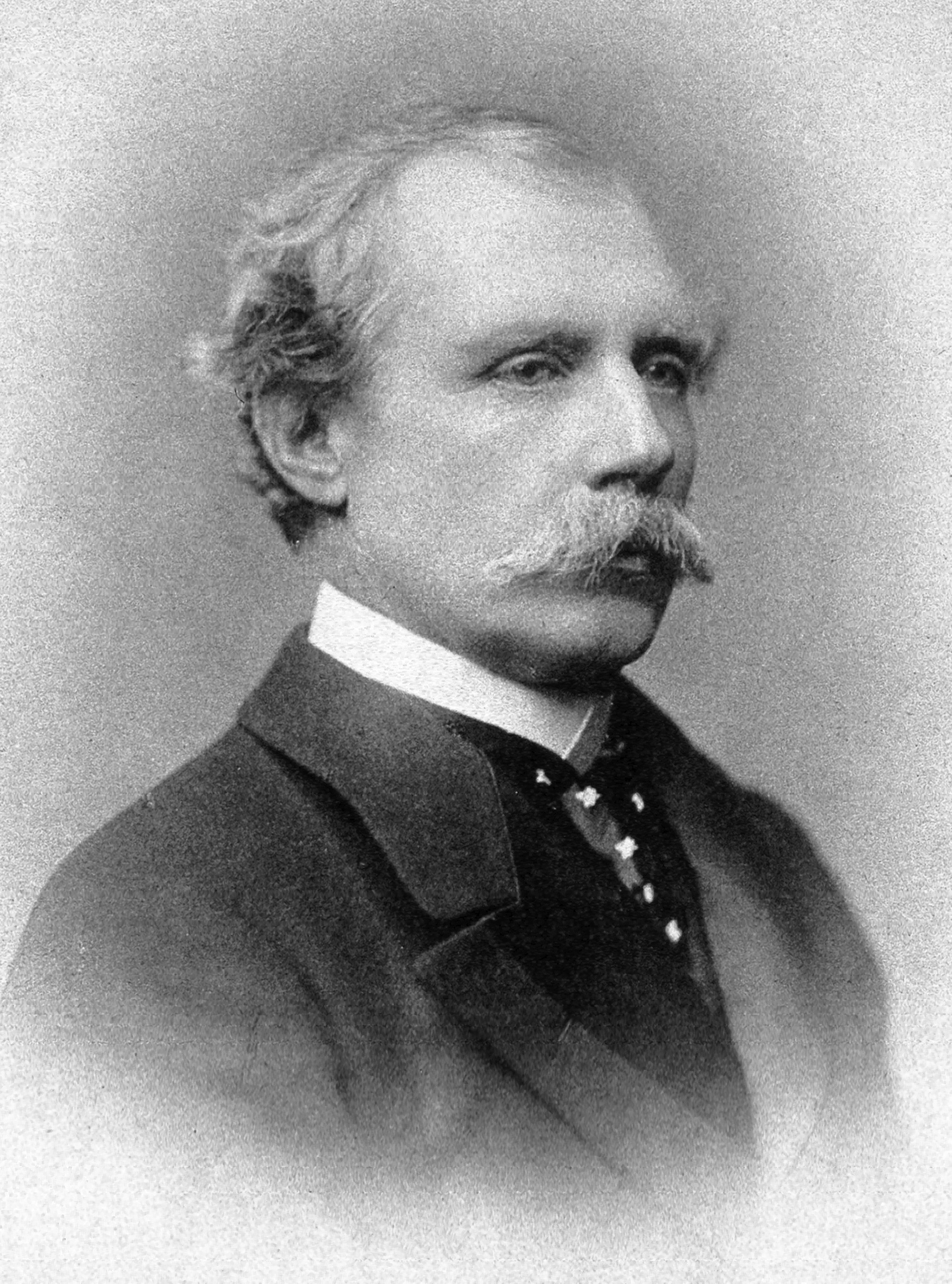
Charles Johnson Brooke

Weiße Rajas von Borneo nannte man die Angehörigen der englischstämmigen Familie Brooke, die im 19. und 20. Jahrhundert das Königreich Sarawak an der Nordküste Borneos beherrschten.

## Geschichte
Der Abenteurer James Brooke bereiste 1839 mit seinem Schoner The Royalist die Küstengewässer Nordborneos. Er half Sultan Omar Ali Saifuddin II. von Brunei bei der Befriedung eines Aufstandes der einheimischen Bidayuh. Die Befriedung des Aufstandes gelang Brooke ohne ein einziges Opfer: Er rief die Häuptlinge der rebellierenden Stämme zusammen und demonstrierte ihnen die Feuerkraft seines Schiffs. Der Sultan machte ihn dafür 1841 zu seinem Lehnsmann und gab ihm ein riesiges Gebiet als Raja, Fürst von Sarawak, zur persönlichen Verwaltung. Dafür hatte er 500 £ im Jahr an den Sultan zu zahlen. James Brooke gelang es, seinen Herrschaftsbereich aus der Oberhoheit des Sultans zu lösen und souverän zu werden.
Brooke reformierte die Verwaltung des Landes und führte 1843–1844 gemeinsam mit dem späteren Admiral Sir Henry Keppel mehrere Expeditionen zur Unterdrückung der Piraterie durch den Volksstamm der Iban. 1857 wurde Brooke vorübergehend aus seiner Hauptstadt Kuching vertrieben, konnte aber mit Hilfe seines Neffen und späteren Nachfolgers Charles Johnson Brooke zurückkehren. Da James Brooke kinderlos blieb, benannte er zuerst seinen Neffen John, den Bruder von Charles, zu seinem Nachfolger. Diese Entscheidung nahm er jedoch später wieder zurück, so dass ab 1865 Charles Anthoni Johnson als Charles Brooke zu seinem Nachfolger bestellt wurde. Nach dem Tod James Brookes (1868) übernahm dieser als zweiter Weißer Raja die Herrschaft über Sarawak. 1917, während des Ersten Weltkrieges, folgte sein Sohn Charles Vyner Brooke als König von Sarawak und wurde zum dritten weißen Raja.
Die Brookes verwalteten von Kuching aus den Nordteil von Borneo (mit Ausnahme des engeren Gebietes von Brunei) als eigenständiges Königreich in drei Generationen bis 1946. Das riesige Waldgebiet von Sarawak und die Ölvorkommen waren persönlicher Besitz der Familie Brooke. Das Gebiet ihrer Herrschaft war größtenteils identisch mit dem heutigen malaysischen Bundesstaat Sarawak. In der Zeit der Herrschaft der Brookes erreichte Sarawak eine wirtschaftliche Blüte. Vor allem in den ersten Jahren der Herrschaft Charles Vyner Brookes erlebten die Öl- und Gummiproduktion einen Aufschwung und ermöglichten eine umfangreiche Modernisierung des Landes. Am 25. August 1937 wurde Anthony Brooke, der Neffe Charles Vyner Brookes zum Thronerben ernannt.
Charles Vyner Brooke wurde durch die japanische Armee im Zweiten Weltkrieg im Dezember 1941 vertrieben. Er kehrte nach dem Krieg nach Sarawak zurück. Am 1. Juli 1946 endete jedoch die Herrschaft der Weißen Rajas. Charles Vyner Brooke überließ Sarawak der britischen Kolonialherrschaft gegen eine beträchtliche Pension für sich und seine drei Töchter. Sein Neffe und Erbe Anthony Brooke war zunächst gegen diese Entscheidung. 1951 verzichtete er jedoch auf jeden möglichen Anspruch auf die Krone Sarawaks.

## Liste der weißen Rajas
| Liste der weißen Raja  | von  | bis  |
| ---------------------- | ---- | ---- |
| James Brooke           | 1841 | 1868 |
| Charles Johnson Brooke | 1868 | 1917 |
| Charles Vyner Brooke   | 1917 | 1946 |